# Kišó Kurokawa
Kišó Kurokawa (8. duben 1934 – 12. říjen 2007) byl japonský architekt a jeden ze zakladatelů hnutí metabolistů.

## Život
Narodil ve městě Kanie v japonské prefektuře Aiči. Vystudoval architekturu na Univerzitě v Kjóto, kde dovršil bakaláře v roce 1957. Inženýrský titul dostal na Univerzitě v Tokiu, pod dohledem Kenza Tangea v roce 1959. Spolu s ostatními kolegy založil v roce 1960 hnutí metabolistů. Bylo to japonské avantgardní sdružení, radikálně prosazující znovuoživení architektonických stylů v asijském kontextu. Skupina byla velmi úspěšná, což vyvrcholilo uznáním za stánek Takara Cotillion Beautillion na Světové výstavě v Ósace v roce 1970.
Kurokawa měl dceru a syna z prvního manželství se svou spolužačkou. Druhé manželství uzavřel s herečkou Ayako Wakao. Kurokawův mladší bratr s ním spolupracoval na některých projektech z oblasti průmyslového designu.
Kurokawa založil a zároveň předsedal své společnosti Kisho Kurokawa Architect & Associates, založené 8. dubna 1962. Centrála se nacházela v Tokiu, pobočky v Ósace, Nagoje, Astaně, Kuala Lumpuru, Pekingu a Los Angeles. Společnost je japonskou vládou označována za "First Class Architects Office."
Kurokawa vydal několik knih o filozofii a architektuře, o čemž přednášel po celém světě. Tvrdil, že existují dvě tradice, sdružené v kultuře: viditelné a neviditelné. Jak sám říkal, jeho práce nesla neviditelnou japonskou tradici. Je to vidět zejména na "materiálech, v nestálosti, ve vnímavosti a detailu." Při pohledu na jeho metabolickou práci, se tradice nezdá velmi přítomna. Přesto lze taktéž říci, že je to práce japonská.
Zemřel na selhání srdce 12. října 2007 v Tokiu, ve věku 73 let.

## Nestálost
Kurokawa byl ovlivněn destrukcí japonských měst během 2. světové války, zda přírodními katastrofami, které zanechaly v japonských městech pouze cihly a kámen, jako pomník minulých měst a ne dřevo a přírodní elementy jako bylo pro tuto kulturu tradiční.
Proto v jeho díle vychází do popředí motiv proměnlivosti, 4 ročních období v jedné linií s dramatickými proměnami Japonska. Myšlenka, že budovy a města mají být co nejvíce přírodní a měly by být v harmonii se zbytkem přírody, která je jedinou stálou veličinou, napomohla vzniku tradice spojené s budováním "dočasných" staveb.
Myšlenka nestálosti se odrážela v Kurokawově díle během trvání hnutí tzv. metabolistů. Budovy byly stavěny jako mobilní, přizpůsobitelné a měnitelné. Tento princip směřoval jeho tvorbu k otevřenému systému, systému v čase a prostoru.

## Materiál
Snažil se nepoužívat nepřirozené materiály, barvy a textury. Vyznával krásu materiálu jako takového, bez žádného přikrášlování. Jde o víru v maximální požitek, vycházející z přírodních statků. Kurokawa hrdě vystavoval železo jako železo, hliník jako hliník a beton téměř neupravený. Šlo o skutečnou hrdost k materiálu.
Všechny tyto jeho pocity zakomponoval do své teze capsule building. Vše - eskalátory, výtahy, potrubí a trubky jsou exteriérové a viditelné. Jeho otevřené stavby přiznávají všechny sítě a konstrukce, které jsou povýšeny na zprostředkovatele krásy

## Detail
Smysl pro detail je pro Japonsko typický a podle Kurokawa jde o snahu vyjádřit individualitu, kde je normální postupovat od částí k celku a ne naopak. Např. každý tesařský spoj byl pod drobnohledem Kurokawy.
Právě tato vlastnost Japonců způsobila změnu agrární společnosti na plně průmyslový národ za méně než 50 let. Cit pro jemné práce a detail však splynul s úlohou tvůrce, čehož výsledkem jsou díla svébytné estetiky. Detailnost přinesla nový stupeň hierarchie, který Kurokawa popsal způsobem, že "Západní architektura a města jsou organizovány do hierarchie infrastruktury, zatímco současná Japonská architektura se zajímá o anatomii částí celku."

## Projekty
1970 - 80

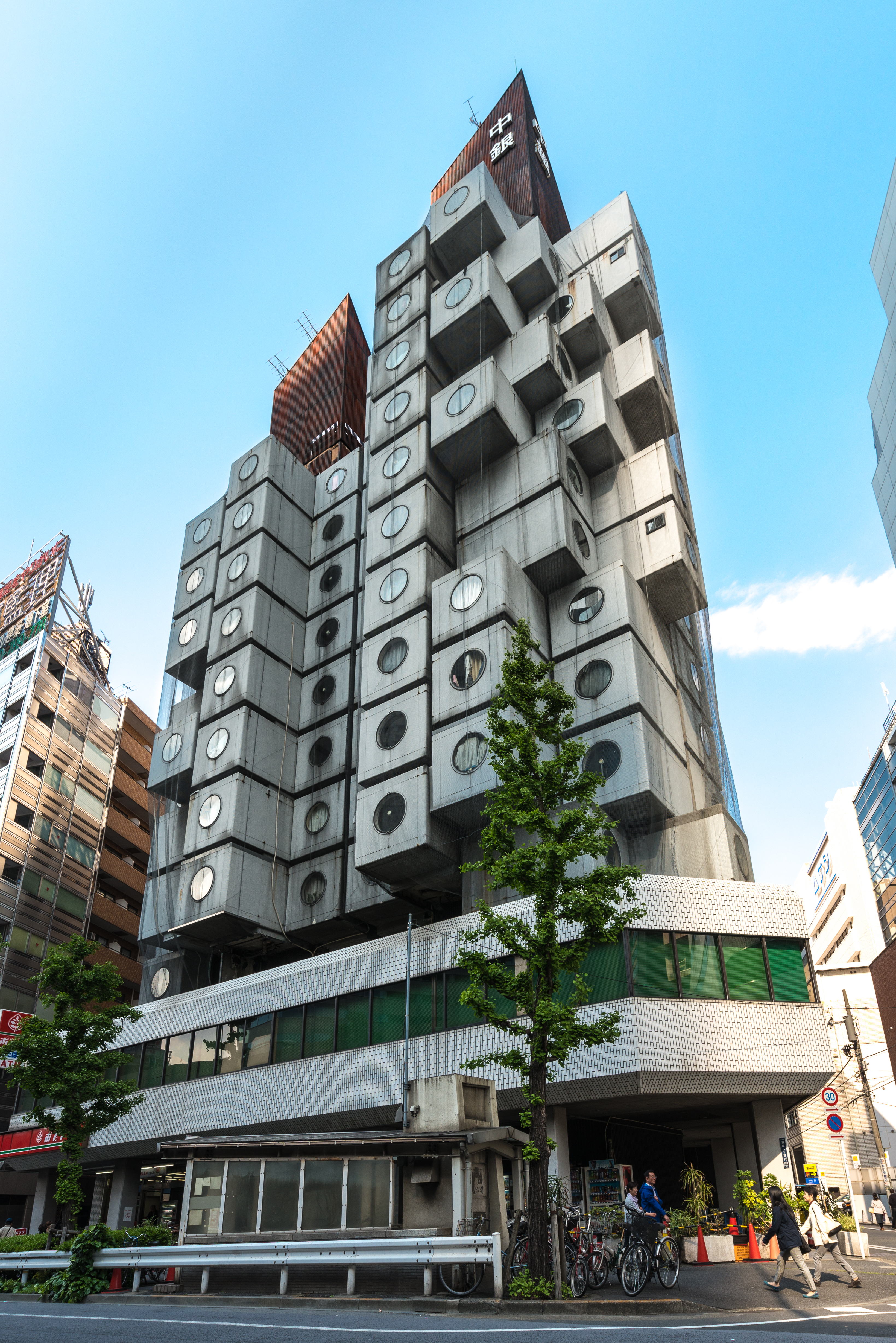
Nakagin Capsule Tower, Tokio

- Nakagin Capsule Tower (Ginza, Tokio, 1970–1972)
- Sony Tower (Osaka, 1972–1976)
- Tateshina Planetarium (Hirošima, 1976)
- Headquarters of the Japanese Red Cross Society (Tokio, 1975–1977)
- National Museum of Ethnology (Osaka, 1973–1977)

1980 - 90
- Saitama Prefectural Museum of Modern Art (Saitama, 1978–1982)
- National Bunraku Theater (Osaka, 1979–1983)
- Wacoal Kojimachi Building (Tokio, 1982–1984)
- Chokaso (Tokio, 1985–1987)
- Nagoya City Art Museum (Nagoja, 1983–1987)
- Japanese-German Center of Berlin (Berlín, 1985–1988)
- Central Plaza 1, Brisbane, Queensland, Austrálie
- Osaka Prefectural Government Offices (Osaka, 1988)
- Hiroshima City Museum of Contemporary Art (Hirošima, 1988–1989)

1990 - 2000

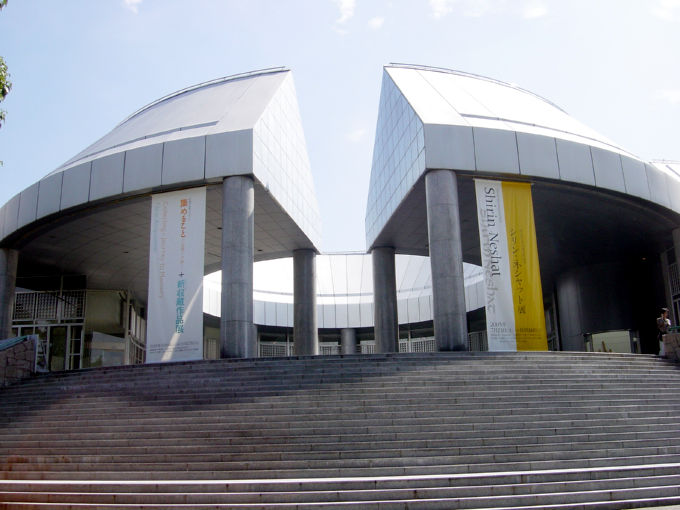
Hiroshima City Museum of Contemporary Art, Hirošima

- Chinese-Japanese Youth Center (Peking, 1987–1990)
- Okinawa Prefectural Government Headquarters (Okinawa, 1988–1990)
- The Sporting Club at Illinois Center (Chicago, 1987–1990)
- Melbourne Central (Melbourne, Austrálie, 1986–1991)
- Miki House New Office Building (Osaka, 1985–1991)
- Nara City Museum of Photography (Nara, 1989–1991)
- Louvain-La-Neuve Museum (Belgie, 1990–1992)
- Pacific Tower (Paříž, Francie, 1988–1992)
- Lane Crawford Place (Singapur, 1990–1993)
- Senkantei (Hyōgo, 1992–1993)
- Ehime Museum of Science (Ehime, 1991–1994)
- Ishibashi Junior High School (Tochigi, 1992–1994)
- The Museum of Modern Art Wakayama/Wakayama Prefectural Museum (Wakayama, 1990–1994)

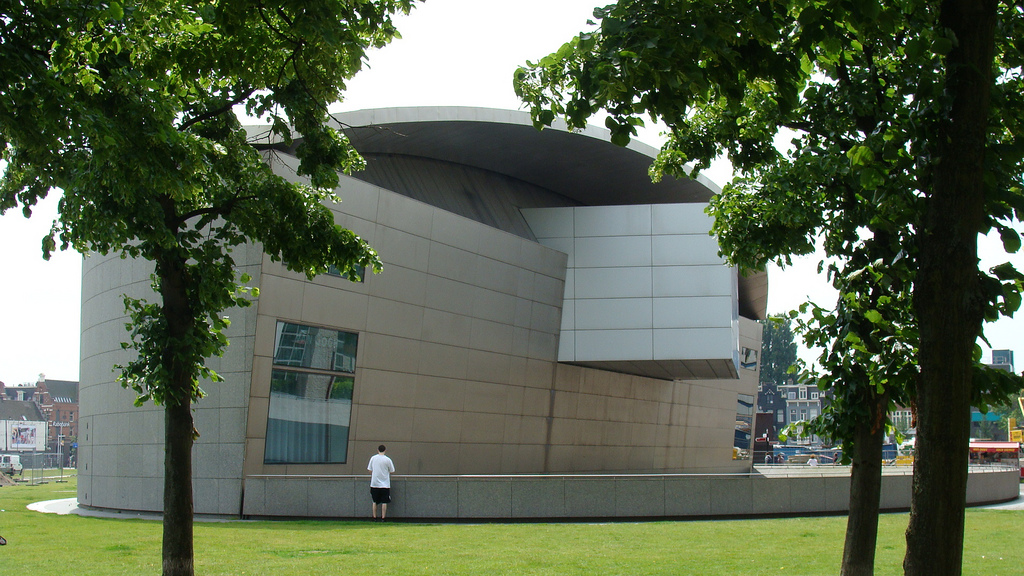
Van Goghovo muzeum, Amsterdam

- Hotel Kyocera (Kagoshima, 1991–1995)
- Kibi-cho City Hall/Kibi Dome (Wakayama, 1993–1995)
- Republic Plaza (Singapore, 1986–1995)
- Fukui City Museum of Art (Fukui, 1993–1996)
- Softopia Japan (Gifu, 1990–1996)
- Fujinomiya Golf Club (Fujinomiya, Shizuoka, 1994–1997)
- Kashima-machi City Hall (Kumamoto, 1995–1997)
- Shiga Kogen Roman Art Museum (Yamanouchi, 1994–1997)
- Mezinárodní letiště Kuala Lumpur (Kuala Lumpur, Malajsie, 1992–1998)
- Nové křídlo Van Goghova muzea (Amsterdam, Nizozemsko, 1990–1998)
- Amber Hall (Kuji, 1996–1999)
- O Residence (Tokio, 1997–1999)

2000 - dnes

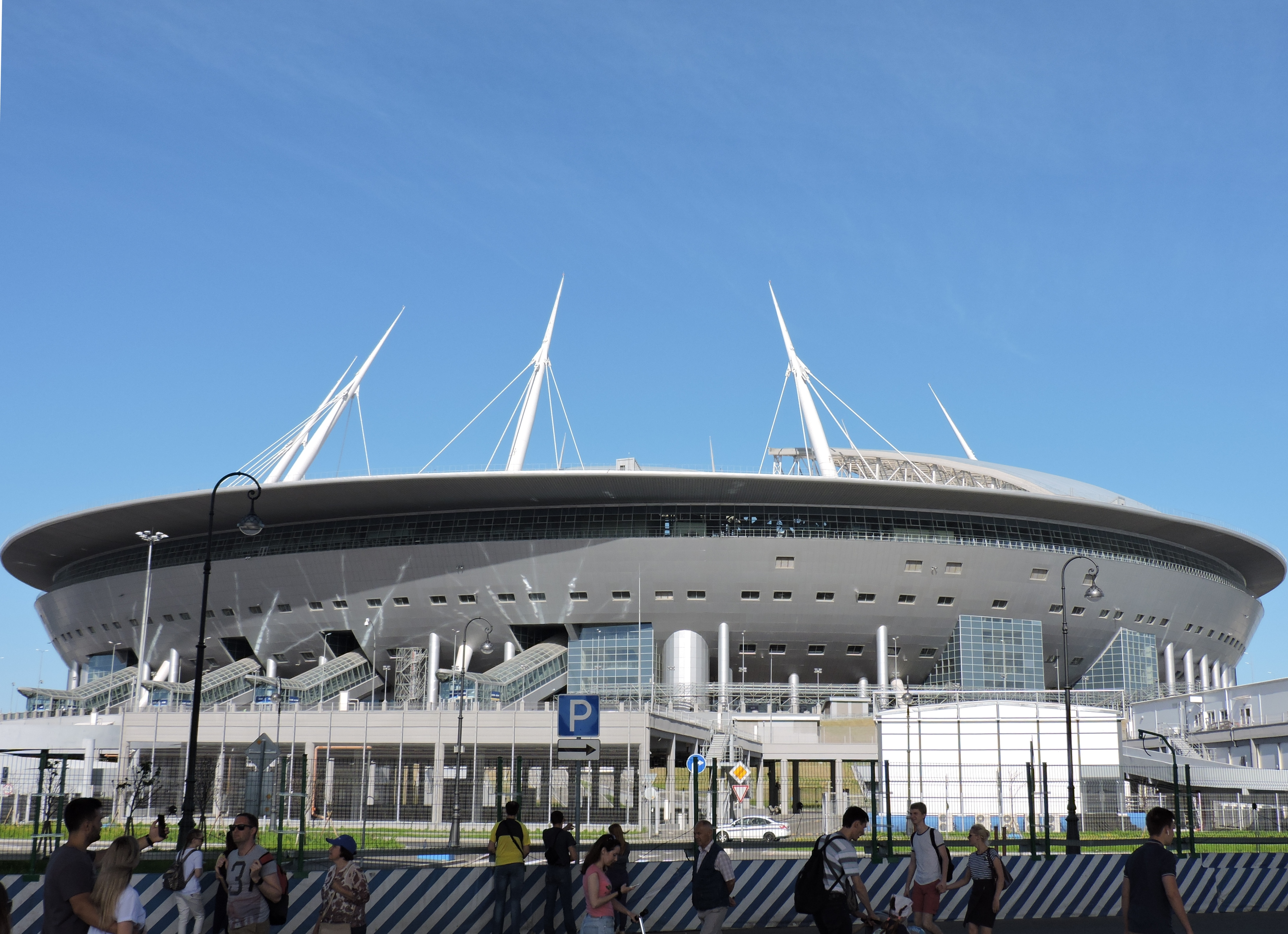
Krestovsky stadion, Petrohrad

- Fukui Prefectural Dinosaur Museum (Katsuyama, 1996–2000)
- Osaka International Convention Center (Osaka, 1994–2000)
- Oita Stadium (Ōita, 1996–2001)
- Toyota Stadium (Toyota City, 1997–2001)
- Letiště Astana (Astana, Kazachstán, 2000–2003)
- The National Art Center, Tokio (Roppongi, Tokio, 2000–2005)
- Singapore Flyer (Singapur, 2005–2008)
- Fusionopolis Phrase 1 (Singapur, 2006 -)
- Design and Master Plan of Kazakhstan's New Capital (Astana, Kazachstán)
- Krestovsky stadion (Petrohrad, 2006–2009)
- Trade Center (Yekaterinburg, 2007-)
- Maggie's Cancer Care Centre, Singleton Hospital, (Swansea, 2007–2011)

## Vyznamenání
- Řád Madarského jezdce – Bulharsko
- komtur Řádu finského lva – Finsko, 1985
- rytíř Řádu umění a literatury – Francie, 1989